# Русская Лашма (Русско-Лашминское сельское поселение)
Русская Лашма — село, центр сельской администрации в Ковылкинском районе.

## Название
Название-характеристика: от м., э. лашма «низина, лощина, неглубокий овраг».

## География
Расположено в 5 км от районного центра и 1 км от железнодорожной станции Запищиково.

## История
Основано после 1861. В «Списке населённых мест Пензенской губернии» (1914) Русская Лашма (Новая Лашма, Паёвка, Запищиково, Ожгинский выселок) — деревня из 78 дворов Краснослободского уезда.

## Население
| 2001 | 2002 | 2010 |
| ---- | ---- | ---- |
| 444  | ↗472 | ↘438 |

Население 444 чел. (2002), в основном русские.

## Экономика
В 1970-е гг. входила в состав совхоза «Плодопитомнический», с 1996 г. — СХПК «Мичуринский» (подсобное хозяйство АО «Маслозавод „Надежда“», г. Ковылкино).

## Инфраструктура
Средняя школа, библиотека, клуб, фельдшерско-акушерский пункт;

## Русская православная церковь
Крестовоздвиженская церковь.

## Люди, связанные с селом
Родина Екатерины (в миру К. Е. Ахлестина, 1835—1909), основательницы и 1-й настоятельницы Кимляйского Александро-Невского женского монастыря.

## Источник
- Энциклопедия Мордовия, А. А. Ксенофонтова.